# Balloërveld (plaats)
Het Balloërveld, ook Ballooërveld, is een Nederlandse buurtschap in de gemeente Aa en Hunze, provincie Drenthe.
Het Balloërveld dankt zijn naam aan het nabijgelegen dorp Balloo. De buurtschap ligt aan de oude doorgaande weg Loon - Gasteren, aan de rand van het Nationaal Beek- en Esdorpenlandschap Drentse Aa. Anno 2016 woonden er in de buurtschap 22 mensen. Het aantal huizen in 2014 bedroeg acht. De buurtschap heeft een eigen postcode. Ten zuiden van de plaats ligt het gelijknamige natuurgebied het Balloërveld.
Het aantal inwoners van de buurtschap per 1 januari 2023 is onbekend, omdat het CBS de BAG-woonplaats "Balloërveld", niet als zodanig afgebakende wijk/buurt heeft ingedeeld. Voor het CBS maakt de BAG-woonplaats Balloërveld onderdeel deels onderdeel uit van de buurt "Verspreide huizen Rolde" en voor een klein deel van de buurt "Verspreide huizen Anderen".

## Vlag van het Balloërveld
De vlag van het Balloërveld is een lokale vlag die symbool staat voor het gelijknamige natuurgebied in de gemeente Aa en Hunze, in de provincie Drenthe. De vlag werd ontworpen in 2024 en op 21 juni 2025 officieel gehesen tijdens een ceremonie. De vlag is ontworpen met oog voor de landschappelijke en cultuurhistorische kenmerken van het Balloërveld. De kleur paars is een verwijzing naar de heidevelden. Geel verwijst naar de zandruggen en de eeuwenoude karresporen die het landschap doorkruisen. Het schaap verwijst naar de  schaapskudde van het Balloërveld. De vlag wordt gebruikt bij lokale gelegenheden.
Drenthe: Steden en dorpen      Nederland: Provincies · Gemeenten